# Żarłacz tygrysi
Żarłacz tygrysi, rekin tygrysi (Galeocerdo cuvier) – gatunek rekina, jedyny przedstawiciel rodziny Galeocerdonidae i rodzaju Galeocerdo. Jest stosunkowo dużym rekinem, którego długość może dochodzić do 5 m. Występuje w wodach tropikalnych i umiarkowanych, a szczególnie często spotykany wokół wysp centralnego Pacyfiku. Jego nazwa gatunkowa pochodzi od ciemnych plam lub pasów ułożonych w poprzek ciała, które kształtem przypominają wzór na sierści tygrysa. Wzór ten u starszych osobników staje się mniej wyraźny.
Rekin tygrysi prowadzi samotny tryb życia, poluje w nocy. Drapieżnik ten poluje na skorupiaki, ryby (w tym mniejsze rekiny), kałamarnice, ptaki, żółwie, węże morskie, delfiny i ssaki płetwonogie. Uważany jest za gatunek bliski zagrożenia (NT) w związku z połowami. Znaczenie gospodarcze mają szczególnie płetwy rekina. Ponadto poluje się na te ryby sportowo.
Chociaż uważany jest za jeden z najniebezpieczniejszych rekinów, to jego szybkość ataku zdaniem naukowców jest stosunkowo niska. Drugi – po żarłaczu białym – najczęściej atakujący człowieka rekin. Wpływa na płytkie rafy, do portów, kanałów, przez co zwiększa się prawdopodobieństwo spotkania z ludźmi.

## Taksonomia i filogenetyka

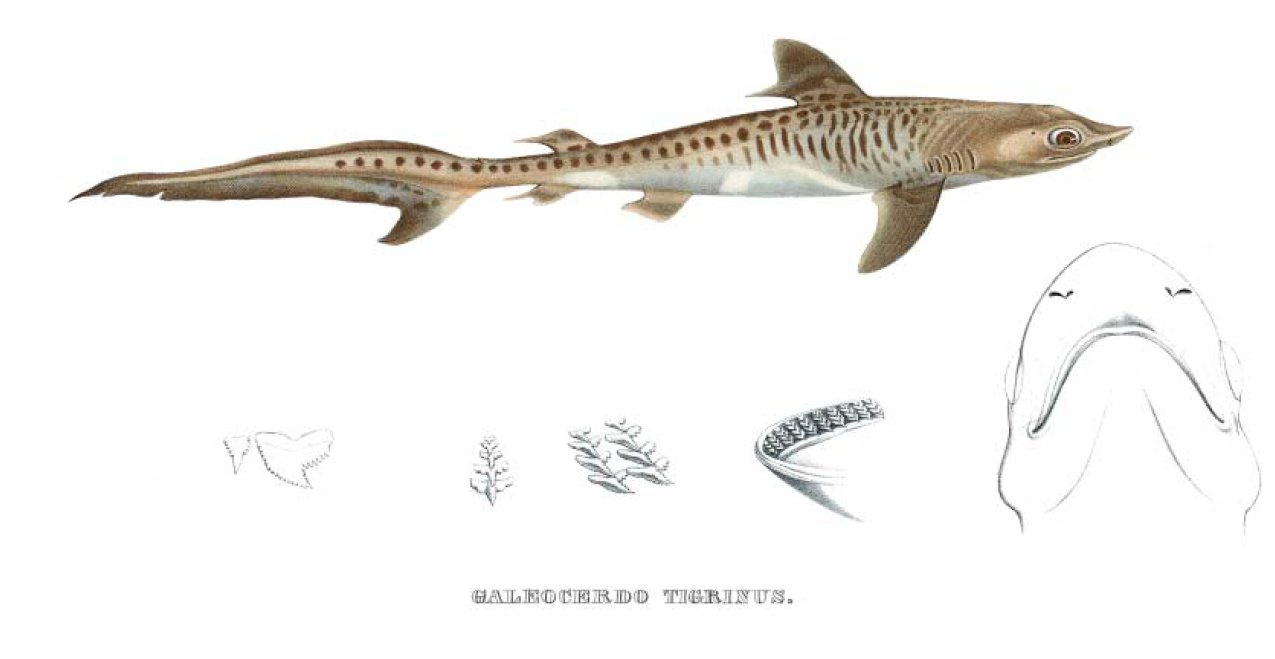
Rycina z pracy Muellera i Henle z 1939 roku przedstawiająca Galeocerdo tigrinus.

Rekin tygrysi został po raz pierwszy opisany przez François Pérona i Charles’a Alexandre’a Lesueura w 1822 roku jako Squalus cuvier. W 1837 roku Müller i Henle stworzyli nowy rodzaj Galeocerdo dla tego gatunku, proponując nazwę Galeocerdo tigrinus. Nazwa rodzajowa Galeocerdo pochodzi od greckiego „galeos”, oznaczającego „rekina” oraz cerdus pochodzącego z języka łacińskiego i oznaczającego „twarde włosie świń”. Epitet gatunkowy honoruje francuskiego zoologa i paleontologa Georgesa Cuviera, uznawanego za „ojca anatomii porównawczej”.
Rekin tygrysi należy do rzędu żarłaczokształtnych (Carcharhiniformes). Analiza filogenetyczna na podstawie allozymowych danych, opublikowana przez Gavina Naylora i innych w 2012 roku, wskazuje, że żarłacz tygrysi jest taksonem siostrzanym kladu, który tworzą żarłaczowate i młotowate. Podobne wyniki otrzymali również Andrés López i inni w 2006 roku. Ponadto, niezależne wyniki badań genetycznych, niektóre cechy morfologiczne oraz jajożyworodność żarłacza tygrysiego, sugerują, że gatunek ten nie należy do Carcharhinidae. Pojawiły się propozycje wydzielenia Galeocerdo cuvier do odrębnej rodziny Galeocerdonidae co zostało zaakceptowane przez bazy taksonomiczne: Eschmeyer’s Catalog of Fishes i FishBase (stan na 2024 rok). Dane z analizy mitochondrialnego DNA wykonanej w 2012 roku, wykazują, że rekin ten spokrewniony jest najbliżej z gatunkami z rodzaju Rhizoprionodon. Carrier i inni w 2004 roku uznali, że rodzaje Galeocerdo, Rhizoprionodon i Scoliodon są bazalnymi rodzajami w obrębie kladu tworzonego przez żarłaczowate i młotowate, w przeciwieństwie do zajmujących pośrednią pozycję Loxodon, Negaprion i Triaenodon czy zaawansowanych rodzajów Carcharhinus i Sphyrna.

## Występowanie i środowisko

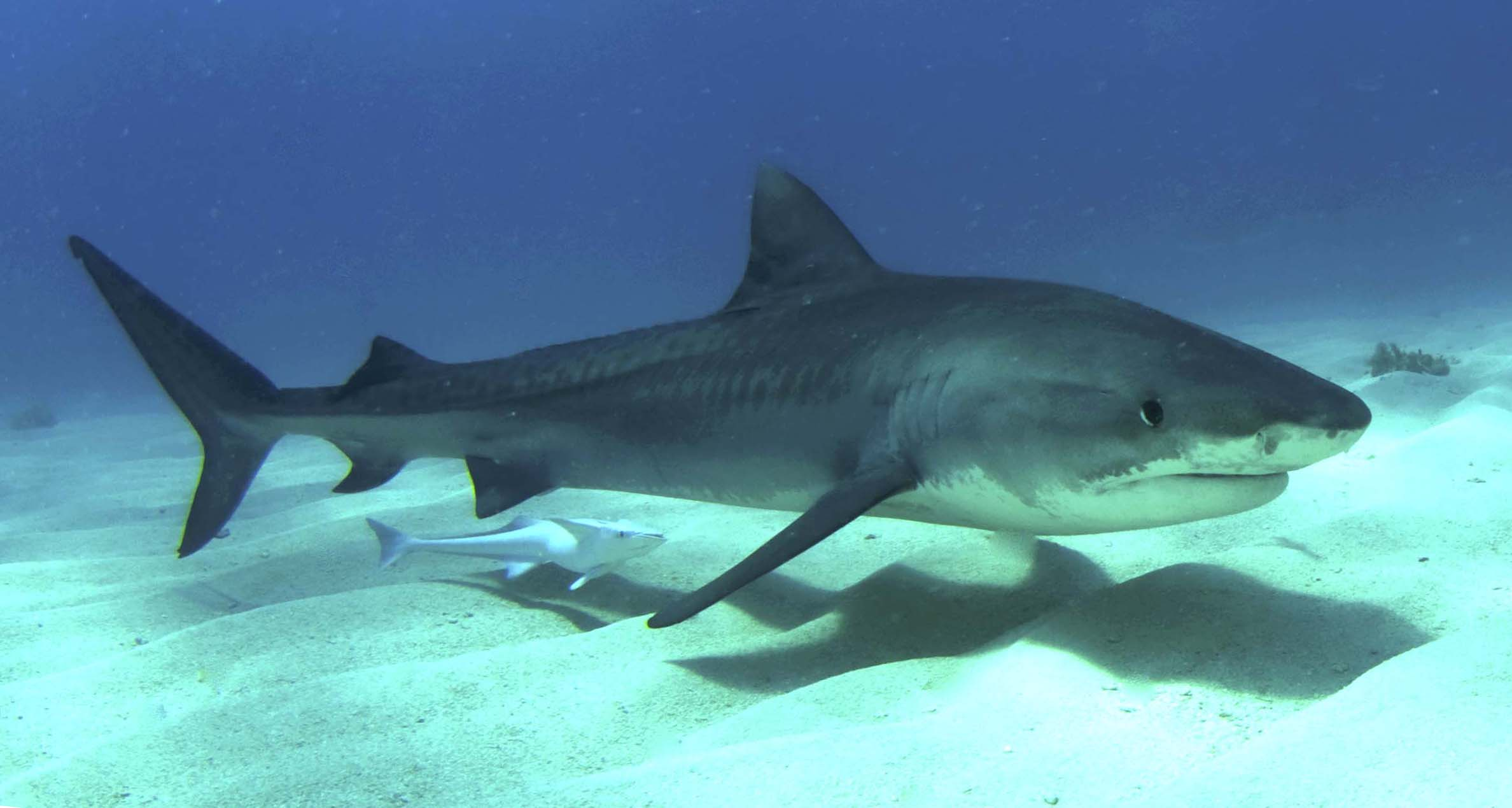
Młody osobnik w wodach Bahama

Rekin tygrysi jest gatunkiem kosmopolitycznym. Najczęściej jest spotykany u wybrzeży w pobliżu raf koralowych w tropikalnych i subtropikalnych wodach morskich całego świata. Występuje od powierzchni wody do głębokości ok. 350 m, zwykle bliżej powierzchni, wpływa również do estuariów. Jest gatunkiem migrującym, a w miesiącach chłodniejszych kieruje się w stronę cieplejszych prądów bliżej równika.
W zachodniej części Oceanu Spokojnego jego zasięg występowania obejmuje wody wokół Japonii na północy i Nowej Zelandii na południu. Ponadto rekiny tygrysie spotykane są w Zatoce Meksykańskiej, na plażach Północnej Ameryki oraz częściowo Ameryki Południowej. Powszechnie występuje również w Morzu Karaibskim. Ryby te swym zasięgiem obejmują również wody wokół Afryki, Chin, Hongkongu, Indii i Australii.
Niektóre rekiny tygrysie odnotowano na głębokości 900 metrów, choć niektóre źródła podają, że rekiny te żyją wyłącznie w wodach płytkich, zwykle uważanych za zbyt płytkie dla gatunku tej wielkości. Niedawne badania wykazały jednak, że zazwyczaj rekiny tygrysie pływają na głębokości 350 metrów. Rekiny te na Hawajach były obserwowane na głębokości 3 m, jak również widywano je w wodach przybrzeżnych na głębokości od 6 do 12 m. Rekiny tygrysie często odwiedzają płytkie rafy, wpływają do portów, kanałów przez co powodują potencjalne spotkania z ludźmi.
Rekin tygrysi w Kiribati i Tuvalu jest znany jako tababa. Polujące rekiny obserwowane były w kanałach pływowych pomiędzy oceanem a lagunami Tarawa i Kiribati. Wiosną jest tutaj dużo planktonu, co przyciąga kraby, sardynki, cefale pospolite, ostrobokowate, a te z kolei przyciągają rekiny tygrysie.

## Cechy morfologiczne

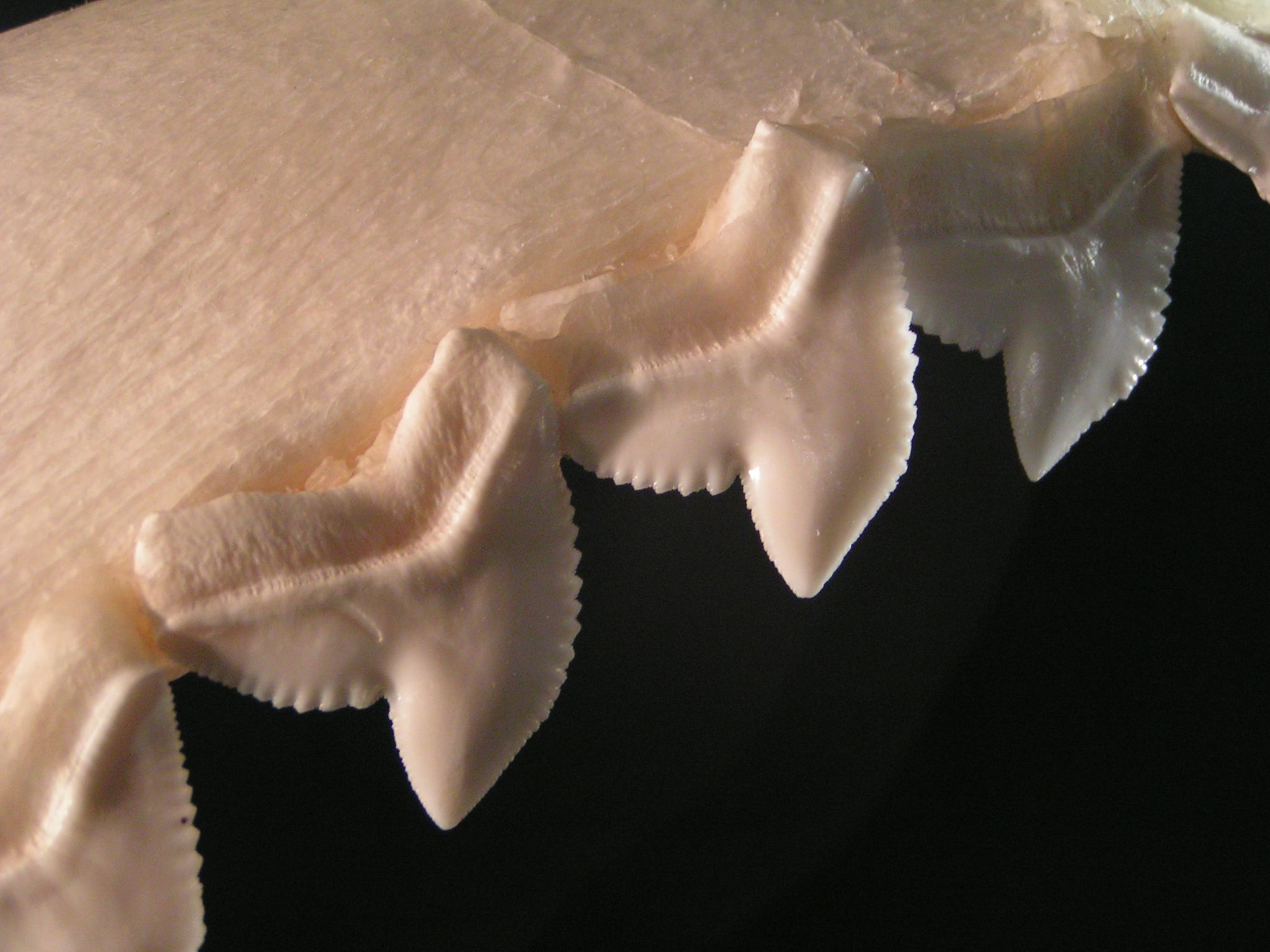
Zęby żarłacza tygrysiego

Rekin tygrysi jest jednym z największych rekinów drapieżnych, obok zaliczanego do innej rodziny żarłacza białego. Większe od nich gatunki – rekin wielorybi, Megachasma pelagios i długoszpar, są planktonożerne. Zazwyczaj osiąga długość 3 – 4,2 m, a waży około 385–635 kg. Czasami wyjątkowo duże samce mogą osiągać 4,5 m długości. Samice są większe, wyjątkowo mogą mierzyć ponad 5 m. Przeciętne rekiny są mniejsze i ze względu na swój opływowy kształt ważą mniej. Ze względu na swoją długość rekiny tygrysie mogą rywalizować z żarłaczami białymi. Według FishBase mogą dorastać do 7,5 m długości i ważyć 807,4 kg. Do Księgi Guinnessa wpisana została samica schwytana w Australii, która mierzyła 5,5 m, a ważyła 1,524 kg, choć wydaje się to mało prawdopodobne. Samica schwytana w 1957 roku podobno mierzyła 7,4 m, a ważyła 3,110 kg. Jednak dane te nie zostały potwierdzone.
Skóra rekina tygrysiego ma zazwyczaj barwy w przedziale od niebieskiej do jasnozielonej z białym lub jasnożółtym podbrzuszem. Takie ubarwienie jest zaletą podczas polowania, kiedy zdobycz obserwuje rekina z góry, ten jest dobrze zakamuflowany od ciemniejszej wody z dołu. Natomiast kiedy potencjalna zdobycz znajduje się poniżej rekina, woda bliżej powierzchni jest jaśniejsza, a kolor jego podbrzusza również pozwala na dobry kamuflaż. Ciemne plamy i paski są widoczne u młodych osobników i stają się mniej widoczne wraz z dojrzewaniem. Głowa jest klinowata, co sprawia, że można szybko ją skręcić w wybranym kierunku. Posiada migotkę tzw. trzeciej powieki nad oczami. Ma jamki na nosie, wyposażone w elektroreceptory zwane ampułkami Lorenziniego, które pozwalają im wykrywać pola elektromagnetyczne, w tym niewielkie impulsy elektryczne generowane przez zdobycz, co z kolei ułatwia polowanie. Żarłacz tygrysi posiada również organ sensoryczny zwany linią boczną ciągnący się od pokrywy skrzelowej, aż do nasady płetwy ogonowej. Dzięki tej strukturze rekin może wykrywać drobne wibracje w wodzie, co pozwala mu polować w ciemności i wykrywać ukryte ofiary.

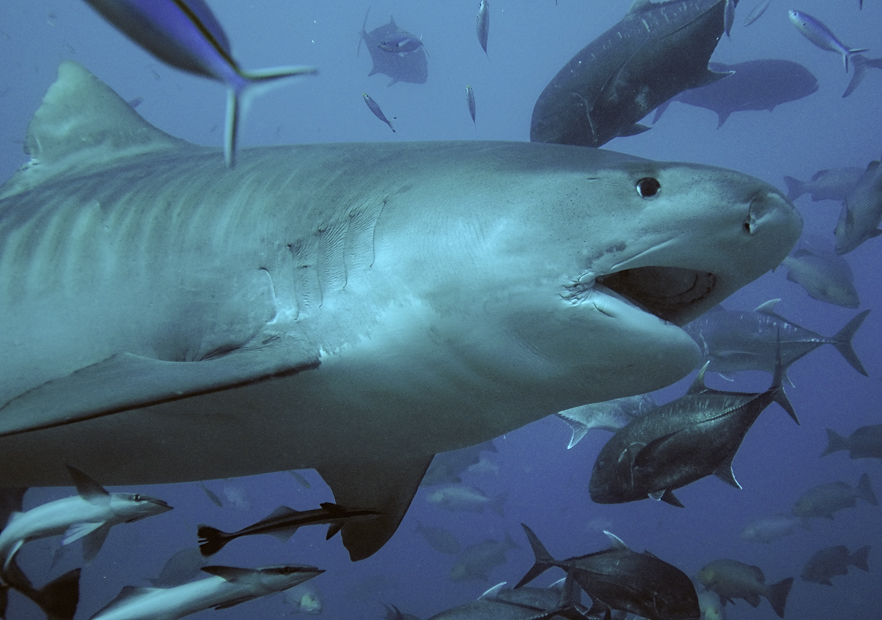
Głowa rekina tygrysiego

Warstwa odblaskowa za siatkówką oka rekina tygrysiego, zwana tapetum lucidum pozwala na większą szansę światła czujnikowego komórki, dla uchwycenia fotonów światła widzialnego, przez co zwiększa widoczność w gorszych warunkach. Generalnie rekiny tygrysie posiadają długie płetwy, które pozwalają na lepsze wykonywanie manewrów, podczas gdy długa górna płetwa ogonowa umożliwia impulsywny zryw. Rekiny te poruszają się za pomocą małych ruchów ciała. Ich wysoka płetwa grzbietowa działa jak oś, co pozwala na szybkie obracanie się wokół własnej osi, chociaż ich płetwa grzbietowa znajduje się blisko ogona.
Zęby rekina tygrysiego są wyspecjalizowane do odrywania kawałków mięsa, kości i innych substancji takich jak choćby skorupa żółwia. Jak u większości rekinów, ich zęby są zastępowane przez kolejne rzędy zębów.

## Ekologia i zachowanie
Rekiny tygrysie pływają wolno, co w połączeniu z umaszczeniem czyni je trudnym do wykrycia przez ich potencjalne ofiary. Szczególnie dobrze kamuflują się w ciemniejszej wodzie. Pomimo swojego powolnego zachowania ryby te są jednymi z najwytrwalszych pływaków wśród rekinów. Zbliża się powoli i bardzo szybko nabiera prędkości, przez co ofiara nie ma szans na ucieczkę.

### Odżywianie

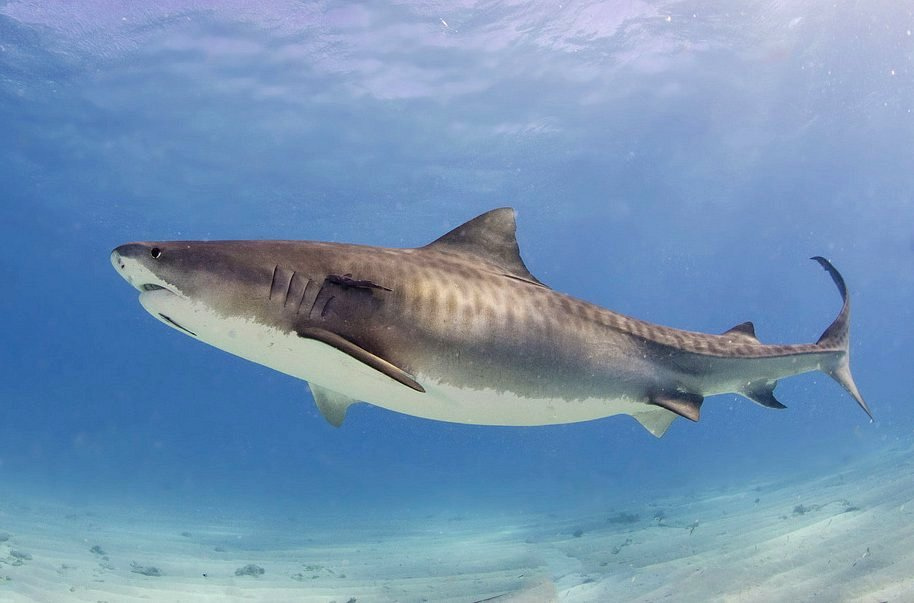
Dorosły rekin tygrysi

Żarłacz tygrysi to drapieżnik znajdujący się na szczycie łańcucha pokarmowego na obszarach na których występuje. Uznawany jest za gatunek zdolny do zjedzenia wszystkiego. Zazwyczaj żywi się głównie rybami, skorupiakami, mięczakami, meduzami, diugoniami przybrzeżnymi, ptakami morskimi, wężami morskimi, ssakami płetwonogimi, delfinami (z rodzaju Tursiops i Stenella), a także żółwiami morskimi (żółwiem zielonym i karetta). Jednakże szerokie, mocno utwardzone szczęki i śmiertelnie zaciskający się pysk w połączeniu z solidnymi ząbkowanymi zębami umożliwiają polowanie również na większe ofiary. Ponadto wyśmienity wzrok i wyostrzone powonienie pozwalają reagować na najmniejszy ślad krwi i podążać za nim, aż do źródła. Ze względu na wysokie ryzyko ataku, delfiny unikają obszarów zamieszkanych przez żarłacze tygrysie. Gatunek ten często zjada inne rekiny, jak na przykład żarłacze brunatne (C. plumbeus). Polują również niekiedy na inne osobniki ze swojego gatunku (kanibalizm).
Rekiny tygrysie polują również na ranne i chore wieloryby. W 2006 roku na Hawajach udokumentowany został atak grupy 25 rekinów na chorego humbaka. Ryby te pożywiają się również padłymi wielorybami. Udokumentowano przypadek, w którym żarłacze tygrysie żerowały na martwym wielorybie obok żarłaczy białych (Carcharodon carcharias).
Zdolność do odbioru fal o niskiej częstotliwości pozwala rekinom zlokalizować ofiarę nawet w mętnej wodzie. Krążąc wokół zdobyczy rekin bada ją szturchając pyskiem. Podczas ataku zazwyczaj pożera całą zdobycz. Żarłacze tygrysie często pożywiają się niejadalnymi przedmiotami takimi, jak: tablice rejestracyjne, opony, beczki po ropie, czy piłki baseballowe, przez co nazywane są „śmietnikami oceanów”.

### Rozmnażanie
Samce osiągają dojrzałość płciową, gdy dorastają do 2,3 – 2,9 m, natomiast samice od 2,5 do 3,5 m. Poszukują partnerów raz na trzy lata, a rozmnażają się przez wewnętrzne zapłodnienie. Podczas kopulacji samiec umieszcza pterygopodium w drogach płciowych samicy. Samce przytrzymują się samic gryząc je w okolicach płetwy grzbietowej. Kopulacja na półkuli północnej trwa zazwyczaj w okresie od marca do maja, natomiast poród następuje w okresie od kwietnia do czerwca następnego roku. Na półkuli południowej okres godowy odbywa się w listopadzie, grudniu i na początku stycznia.
Rekin tygrysi jest jedynym gatunkiem jajożyworodnym w swojej rodzinie. Samica rodzi jednorazowo 10–80 młodych. Młode wykluwają się z jaj wewnątrz matki, a rodzą się gdy są już dobrze rozwinięte. Potomstwo rozwija się w ciele matki przez około 13-16 miesięcy. Podczas porodu młode mają długość ok. 51–104 cm, przy wadze 3–6 kg. Żarłacze tygrysie mogą żyć do 50 lat.

## Relacje z ludźmi
Chociaż ataki rekinów to stosunkowo rzadkie zjawisko, to jednak rekiny tygrysie odpowiedzialne są za duży odsetek śmiertelnych ataków, przez co uważane są za jeden z najniebezpieczniejszych gatunków rekinów. Pływają w pobliżu ujść rzek oraz portów, jak również w płytkich wodach przybrzeżnych, przez co istnieje duże prawdopodobieństwo kontaktu z ludźmi. Średnio trzy, cztery ataki w ciągu roku mają miejsce w wodach wokół Hawajów, jednak rzadko są one śmiertelne. Biorąc pod uwagę liczbę osób, które codziennie pływają, surfują, czy nurkują to liczba ataków rekinów jest stosunkowo niewielka. W październiku 2003 roku na czołówki gazet trafił incydent, dotyczący wówczas 13-letniej amerykańskiej surferki Bethany Hamilton, która została zaatakowana przez rekina tygrysiego i w następstwie tego straciła lewą rękę. W związku z tym zdarzeniem schwytano i zabito dużego rekina, następnie dokonano pomiarów szerokości szczęk i struktury uzębienia w celu ustalenia, czy ten osobnik był odpowiedzialny za atak na Hamilton.
W celu ochrony przemysłu turystycznego w latach 1959 i 1976 zabito 4668 rekinów tygrysich. Pomimo podjętych działań zapobiegawczych liczba ataków nie zmniejszyła się. Na Hawajach nielegalny jest proceder karmienia rekinów, natomiast obserwacje tych ryb zaleca się prowadzić w specjalnych klatkach. W Republice Południowej Afryki w 2007 roku nurek, Mark Addison udowodnił, że można pływać wśród rekinów tygrysich poza klatką, a wydarzenie to sfilmowała stacja Discovery Channel.
Ludzie polują na rekiny tygrysie ze względu na ich płetwy, mięso i wątrobę. Choć w wyniku licznych połowów, miejscowe populacje tego gatunku zmalały, to jednak rekinów tych nie uważa się za populację o podwyższonym stopniu zagrożenia. Jednakże wzrastające zapotrzebowanie na rekinie płetwy może spowodować, że ten gatunek znajdzie się na liście gatunków zagrożonych wyginięciem. Międzynarodowa Unia Ochrony Przyrody uznała ten gatunek za bliski zagrożenia (NT).
Płetwy tego żarłacza mają niewiele substancji odżywczych, natomiast jego wątroba zawiera dużo witaminy A, która stosowana jest w wytwarzaniu witamin. Ponadto ryby te są chwytane i zabijane ze względu na ich specyficzną skórę, która stanowi cenne trofeum wśród wędkarzy.
W 2010 roku żarłacz tygrysi został wpisany na czerwoną listę owoców morza Greenpeace International. Lista ta zawiera gatunki pozyskiwane z niezrównoważonych połowów, które mogą stanowić zagrożenie dla populacji.